# Menkhéperrê Iny
Menkhéperrê Iny est un roi égyptien régnant à Thèbes au cours du VIIIe siècle AEC.

## Attestations
Le roi est attesté par plusieurs documents, :
- le graffito n°11, datant de l'an 5, IIIe mois de Chémou, 10e jour, d'un Iny Siaset Méryamon sur le toit du temple de Khonsou (comme l'a noté Jacquet-Gordon),
- une plaque de bronze à l'université de Durham qui conserve son nom : Fils de Rê Iny,
- un tesson provenant d'Abydos, issu des fouilles d'Amélineau et aujourd'hui perdu,
- des briques crues d'un mur à Éléphantine,
- la stèle poétique C100 du Louvre, sur laquelle se trouve sa titulature complète et la mention de sa fille Moutirdis, stèle que certains ont attribué à Piânkhy (cette identification de Menkhéperrê et Iny est aujourd'hui largement acceptée[3],[4]).

## Identification
L'identification proposée par Yoyotte de Menkhéperrê comme nom de Nesout-bity du roi Iny était basée sur son examen des traces du nom de ce roi dans la stèle du Louvre C100 qui, selon lui, correspondait mieux au nom Iny que le souverain nubien de la XXVe dynastie Pi(ânkh)y/Piye (qui possède déjà deux autres noms de Nesout-bity : Ousermaâtrê et Snéferrê). Ses arguments sont aujourd'hui acceptés par la quasi-totalité des égyptologues, y compris Jürgen von Beckerath dans son livre de 1999 sur les noms des rois égyptiens,.

## Généalogie
Iny est le père de la princesse Moutirdis, prophétesse en chef des déesses Hathor et Mout à Thèbes.

## Règne et position chronologique
Plusieurs hypothèses concernant sa position chronologique existent : soit il est le successeur de Roudamon, soit il a régné entre la campagne de Piânkhy, décrite dans sa stèle des victoires, et la campagne du début du règne de Chabataka, ayant mené à la réunification de l'Égypte sous sa coupe.
De par son attestation à Éléphantine, il semblerait qu'il régnait jusqu'à cette île au sud, ce qui signifierait donc que les Koushites ne régnaient pas plus au nord que cette île. C'est ainsi qu'il a été suggéré qu'il avait régné après Roudamon et avant Kachta, attesté à Éléphantine.
Sa stèle C100, ayant subi une damnatio memoriae, pourrait suggérer qu'il a en fait régné après la victoire de Piânkhy sur les roitelets du nord et son retrait en Nubie, laissant ainsi Thèbes être capable de reprendre son autonomie. Chabataka, le successeur de Piânkhy, aurait alors reconquis le territoire thébain avant de partir combattre Bakenranef à Memphis. Ceci expliquerait la damnatio memoriae qu'a subie ce roi, contrairement à Roudamon et ses prédécesseurs thébains. De plus, cette stèle est également stylistiquement datée du début de la XXVe dynastie.